# Agora Bronisław Geremek
Agora Bronisław Geremek (agora: gr. ἀγορά – główny plac) – nazwa owalnego dziedzińca w budynku Parlamentu Europejskiego w Strasburgu. 

## Nadanie imienia
Agora upamiętnia polskiego polityka i historyka Bronisława Geremka – posła na Sejm Rzeczypospolitej Polskiej w latach 1989-2001, ministra spraw zagranicznych Rzeczypospolitej Polskiej w latach 1997-2000, od 2004 do śmierci w 2008 posła do Parlamentu Europejskiego.
Ceremonia nadania imienia odbyła się 21 kwietnia 2009. Uczestniczył w niej m.in. przewodniczący Parlamentu Europejskiego Hans-Gert Pöttering, szef grupy liberałów Graham Watson i syn profesora Marcin Geremek.
Nadaniem nazwy miejscu lub budynkowi w Parlamencie Europejskim uhonorowano – prócz Bronisława Geremka – również innych byłych europosłów i myślicieli europejskich m.in. brytyjskiego premiera Winstona Churchilla, francuską eurodeputowaną Louise Weiss i hiszpańskiego dyplomatę Salvadora de Madariagi.